# Aleksander Wandzel
Aleksander Wandzel (ur. 12 stycznia 1995 w Poznaniu) – polski piłkarz, który występował na pozycji bramkarza w Kosie Konstancin, Legii Warszawa, MSP Szamotuły oraz Lechu Poznań. W 2012 roku wraz z reprezentacją Polski zajął trzecie miejsce na Mistrzostwach Europy U-17. W 2014 roku zakończył karierę z powodu przedłużających się problemów zdrowotnych.

## Życiorys
Wnuk Jerzego Wandzla, prezydenta Słupska oraz działacza Czarnych Słupsk. Syn Macieja, przedsiębiorcy, w 2014–2017 współwłaściciela Legii Warszawa oraz prezesa Rady Nadzorczej Ekstraklasy.
Po zakończeniu kariery sportowej współwłaściciel drużyny e-sportowej AGO Gaming, prowadzący podcast sportowy „Olek Wandzel Podcast”; w latach 2015–2016 asystent wykonawczy oraz New Project Manager w piłkarskiej Legii Warszawa, a także członek zarządu koszykarskiej Legii. W 2017 roku wraz z Maciejem Wandzlem i Bogusławem Leśnodorskim wykupił część udziałów w spółce Abstrachuje, zostając menadżerem ds. rozwoju oraz członkiem zarządu.